# William Francis Readdy
William Francis Readdy (* 24. ledna 1952 v Quonset Point, stát Rhode Island, USA) je námořní letec a americký kosmonaut. Ve vesmíru byl třikrát.

## Život

### Studium a zaměstnání
Po absolvování střední školy McLean High School ve městě McLean nastoupil v roce 1970 do námořní akademie United States Naval Academy. Akademii ukončil v roce 1974 a u armády zůstal. V letech 1980 až 1981 absolvoval školu námořních testovacích pilotů v Patuxent River.
V roce 1986 byl přijat do NASA, po výcviku byl o rok později zařazen do oddílu astronautů. V něm zůstal do roku 1999. U NASA poté zůstal v různých řídících funkcích i pracovištích.

### Lety do vesmíru
Na oběžnou dráhu se v raketoplánech dostal třikrát a strávil ve vesmíru 28 dní, 0 hodin a 44 minut. Byl 263. člověkem ve vesmíru.
- STS-42 Discovery (22. ledna 1992 – 30. ledna 1992), letový specialista
- STS-51 Discovery – (12. září 1993 – 22. září 1993), pilot
- STS-79 Atlantis (16. září 1996 – 26. září 1996), velitel